# Афикс
Афикс је морфема, најмања несамостална језичка јединица која је носилац значења.
Постоји четири врсте афикса:
- префикс
- суфикс
- инфикс
- наставак за облик